# Diplothelopsis bonariensis
Diplothelopsis bonariensis là một loài nhện trong họ Nemesiidae.
Diplothelopsis bonariensis được miêu tả năm 1938 bởi Mello-Leitão.